# El Hedi Belameiri
El Hadi Belameiri (Florange, 24 aprile 1991) è un calciatore algerino, centrocampista dello Swift Hesperange.

## Palmarès

### Club

#### Competizioni nazionali
- Campionato lussemburghese: 1

Swift Hesperange: 2022-2023